# Microstilbon burmeisteri
Microstilbon burmeisteri е вид птица от семейство Колиброви (Trochilidae), единствен представител на род Microstilbon.

## Разпространение
Видът е разпространен в Аржентина и Боливия.